# Виньош (Фафи)
Виньош (порт. Vinhós) — район (фрегезия) в Португалии, входит в округ Брага. Является составной частью муниципалитета Фафе. Находится в составе крупной городской агломерации Большое Минью. По старому административному делению входил в провинцию Минью. Входит в экономико-статистический субрегион Аве, который входит в Северный регион. Население составляет 688 человек на 2001 год. Занимает площадь 2,18 км².